# Miloš Ninković
Miloš Ninković (en serbio: Милош Нинковић) (Belgrado, Yugoslavia, 25 de diciembre de 1984) es un exfutbolista serbio que jugaba como centrocampista en el Western Sydney Wanderers F. C. de la A-League de Australia.

## Selección nacional
Debutó con la selección de fútbol de Serbia en 2009 en un partido contra Suecia. Fue convocado para disputar el Mundial 2010.

### Participaciones en Copas del Mundo
| Mundial                        | Sede      | Resultado    |
| ------------------------------ | --------- | ------------ |
| Copa Mundial de Fútbol de 2010 | Sudáfrica | Primera fase |

## Clubes
| Club                           | País                | Año       |
| ------------------------------ | ------------------- | --------- |
| F. K. Čukarički Stankom        | Serbia y Montenegro | 2002-2004 |
| F. C. Dinamo Kiev              | Ucrania             | 2004-2013 |
| Évian Thonon Gaillard F. C.    | Francia             | 2013      |
| Estrella Roja de Belgrado      | Serbia              | 2013-2014 |
| Évian Thonon Gaillard F. C.    | Francia             | 2014-2015 |
| Sydney F. C.                   | Australia           | 2015-2022 |
| Western Sydney Wanderers F. C. | Australia           | 2022-2024 |

## Palmarés

### Campeonatos nacionales
| Título                  | Club                      | País      | Año  |
| ----------------------- | ------------------------- | --------- | ---- |
| Copa de Ucrania         | F. C. Dinamo Kiev         | Ucrania   | 2005 |
| Supercopa de Ucrania    | F. C. Dinamo Kiev         | Ucrania   | 2006 |
| Copa de Ucrania         | F. C. Dinamo Kiev         | Ucrania   | 2006 |
| Liga Premier de Ucrania | F. C. Dinamo Kiev         | Ucrania   | 2007 |
| Copa de Ucrania         | F. C. Dinamo Kiev         | Ucrania   | 2007 |
| Supercopa de Ucrania    | F. C. Dinamo Kiev         | Ucrania   | 2007 |
| Liga Premier de Ucrania | F. C. Dinamo Kiev         | Ucrania   | 2009 |
| Supercopa de Ucrania    | F. C. Dinamo Kiev         | Ucrania   | 2009 |
| Supercopa de Ucrania    | F. C. Dinamo Kiev         | Ucrania   | 2011 |
| Superliga de Serbia     | Estrella Roja de Belgrado | Serbia    | 2014 |
| A-League                | Sydney F. C.              | Australia | 2017 |
| FFA Cup                 | Sydney F. C.              | Australia | 2017 |
| A-League                | Sydney F. C.              | Australia | 2019 |
| A-League                | Sydney F. C.              | Australia | 2020 |